# Universidade Federal de Pernambuco
A Universidade Federal de Pernambuco (UFPE) é uma instituição de ensino superior pública federal brasileira, mantida pelo governo federal. Está sediada na cidade do Recife, no estado de Pernambuco.
Em 11 de agosto de 1946, as faculdades de Direito (fundada em 1827), Medicina (1927) e Filosofia - Atual FAFIRE - (1941) se uniram com as escolas de Belas Artes (1932) e de Engenharia (1895) para formar a Universidade do Recife, um dos primeiros centros universitários do Norte e Nordeste do Brasil.
Em 2020, o QS World University Rankings classificou a UFPE na faixa da 9.ª à 14.ª posição entre as 14 instituições nacionais listadas, sendo a única das regiões Norte e Nordeste. Na América Latina, ocupa posição no intervalo da 49.ª à 80.ª entre as 80 instituições latino-americanas no ranking. No mundo, a UFPE está no intervalo de 801 a 1000. Segundo ranking do THE Young University Rankings Golden Age 2020, a UFPE e outras cinco universidades nacionais ocupam a faixa de 5.ª-10.ª posição entre as 20 instituições brasileiras listadas. No mundo, a UFPE está no intervalo de 201 a 250.

## Histórico
A precursora da UFPE pode ser considerada a Faculdade de Direito de Olinda, criada por decreto do imperador Dom Pedro I, sendo assim com a Faculdade de Direito da USP (formada no mesmo dia), as duas mais antigas escolas de direito do país. Posteriormente a faculdade foi transferida para o Recife, mudando sua denominação para Faculdade de Direito do Recife; em 1895 passou a funcionar também a Escola de Engenharia de Pernambuco. Essas duas faculdades/escolas livres, e as de Medicina (1927), Filosofia conhecida atualmente como Faculdade Frassinetti do Recife - FAFIRE (1941) e Belas Artes (1932), tornaram-se os cursos base para formação da UFPE.
Assim, em 11 de agosto de 1946, foi formada a Universidade do Recife, um dos primeiros centros universitários do Norte e Nordeste do Brasil.
Em 1948, começa a construção do campus universitário. A discussão sobre a localização da obra foi iniciada um ano antes. Entre os lugares cogitados estavam terrenos nos bairros de Joana Bezerra, Santo Amaro e Ibura, a área da Faculdade de Direito, no centro do Recife; e um loteamento na Várzea, mesmo espaço onde antes funcionou o Engenho do Meio e hoje está a Universidade. Essa escolha ocorreu em razão de existir uma avenida projetada para o local. Também foram consideradas as condições climáticas e a topografia do terreno.
Os recursos usados na aquisição e implantação do campus universitário foram provenientes do governo do estado, que alocou 0,10% dos impostos de vendas e consignações para a edificação do projeto. Os primeiros prédios construídos no campus foram o biotério, espaço destinado à criação de animais, que ficou localizado na área onde atualmente estão o Departamento de Nutrição e o Centro de Ciências da Saúde. A concepção do projeto arquitetônico do campus foi do arquiteto veneziano Mário Russo.
Em 1965 a Universidade do Recife passou a integrar o novo sistema de educação do país com o nome de Universidade Federal de Pernambuco (UFPE), autarquia vinculada ao MEC.
Em 2006, a UFPE iniciou um vigoroso processo de interiorização com a construção simultânea de dois novos campi, um no município de Caruaru, distante 130 km do Recife, e outro no de Vitória de Santo Antão,  a  55 km da capital, unidades chamadas, respectivamente, de Centro Acadêmico do Agreste (CAA) e Centro Acadêmico de Vitória (CAV).
Além disso, a construção do futuro da instituição implica em um criterioso planejamento estratégico e uma atenção especial às questões de internacionalização, Nesse sentido a UFPE mobilizou a comunidade para a realização do PEI - 2027 e estruturou uma Diretoria de Relações Internacionais para o atendimento e promoção da mobilidade discente e docente.
Em 2016, a UFPE era formada por uma comunidade de aproximadamente 40.000 estudantes, 3.000 docentes e 5.000 servidores técnico-administrativos. Nesse mesmo ano, celebrou os 70 anos de fundação da Universidade do Recife e os 10 anos de sua interiorização com o lema "UFPE 70 anos, Tempos Transversos", promovendo uma série de eventos para marcar sua bela história de compromisso com Pernambuco e o Brasil por meio do ensino, da pesquisa e da extensão no mais alto nível.
No período de 2005 a 2016, mais de 2.500 vagas foram criadas em cursos de graduação. Neste período, mais de 30 cursos foram implantados, entre eles Cinema, Arqueologia, Museologia, Dança, Sistemas de Informação, Engenharia de Materiais, Engenharia de Energia e Engenharia Naval. O crescimento é decorrência, principalmente, de dois programas do Ministério da Educação: o de Interiorização do Ensino Superior e o de Apoio a Planos de Reestruturação e Expansão das Universidades Federais (Reuni).

## Reitores
Galeria de reitores da UFPE:
| Ano                                 | Reitor                                                    | Vice-reitor                                   |
| ago/1946-ago/1959                   | Joaquim Ignacio de Almeida Amazonas                       | Soriano Neto Edgar Altino                     |
| ago/1959-ago/1964                   | João Alfredo Gonçalves da Costa Lima Newton da Silva Maia | Newton da Silva Maia                          |
| ago/1964-ago/1971                   | Murilo Humberto de Barros Guimarães                       | Jônio Lemos Marcionilo de Barros Lins         |
| ago/1971-ago/1975                   | Marcionilo de Barros Lins                                 | Rômulo Maciel                                 |
| set/1975-set/1979                   | Paulo Frederico do Rego Maciel                            | Geraldo Lafayette Bezerra                     |
| dez/1979-nov/1983                   | Geraldo Lafayette Bezerra Geraldo Calábria Lapenda        | Geraldo Calábria Lapenda                      |
| nov/1983-nov/1987                   | George Browne do Rego                                     | Maria Antônia Amazonas McDowell               |
| nov/1987-nov/1991                   | Edinaldo Gomes Bastos                                     | Éfrem de Aguiar Maranhão                      |
| nov/1991-nov/1995                   | Éfrem de Aguiar Maranhão                                  | José Luiz Barreira                            |
| dez/1995-dez/1999 dez/1999-out/2003 | Mozart Neves Ramos Geraldo José Marques Pereira           | Geraldo José Marques Pereira                  |
| out/2003-out/2007 out/2007-out/2011 | Amaro Henrique Pessoa Lins                                | Gilson Edmar Gonçalves e Silva                |
| out/2011-out/2015                   | Anísio Brasileiro de Freitas Dourado                      | Silvio Romero de Barros Marques               |
| out/2015-out/2019                   | Anísio Brasileiro de Freitas Dourado                      | Florisbela de Arruda Câmara e Siqueira Campos |
| out/2019-out/2023                   | Alfredo Macedo Gomes                                      | Moacyr Cunha de Araújo Filho                  |

## Campiuniversitários

### Campusdo Recife
A UFPE possui um campus urbano de pesquisa na Cidade Universitária (zona oeste do Recife) com uma área de 149 hectares, oficialmente denominado Campus Universitário Reitor Joaquim Amazonas.

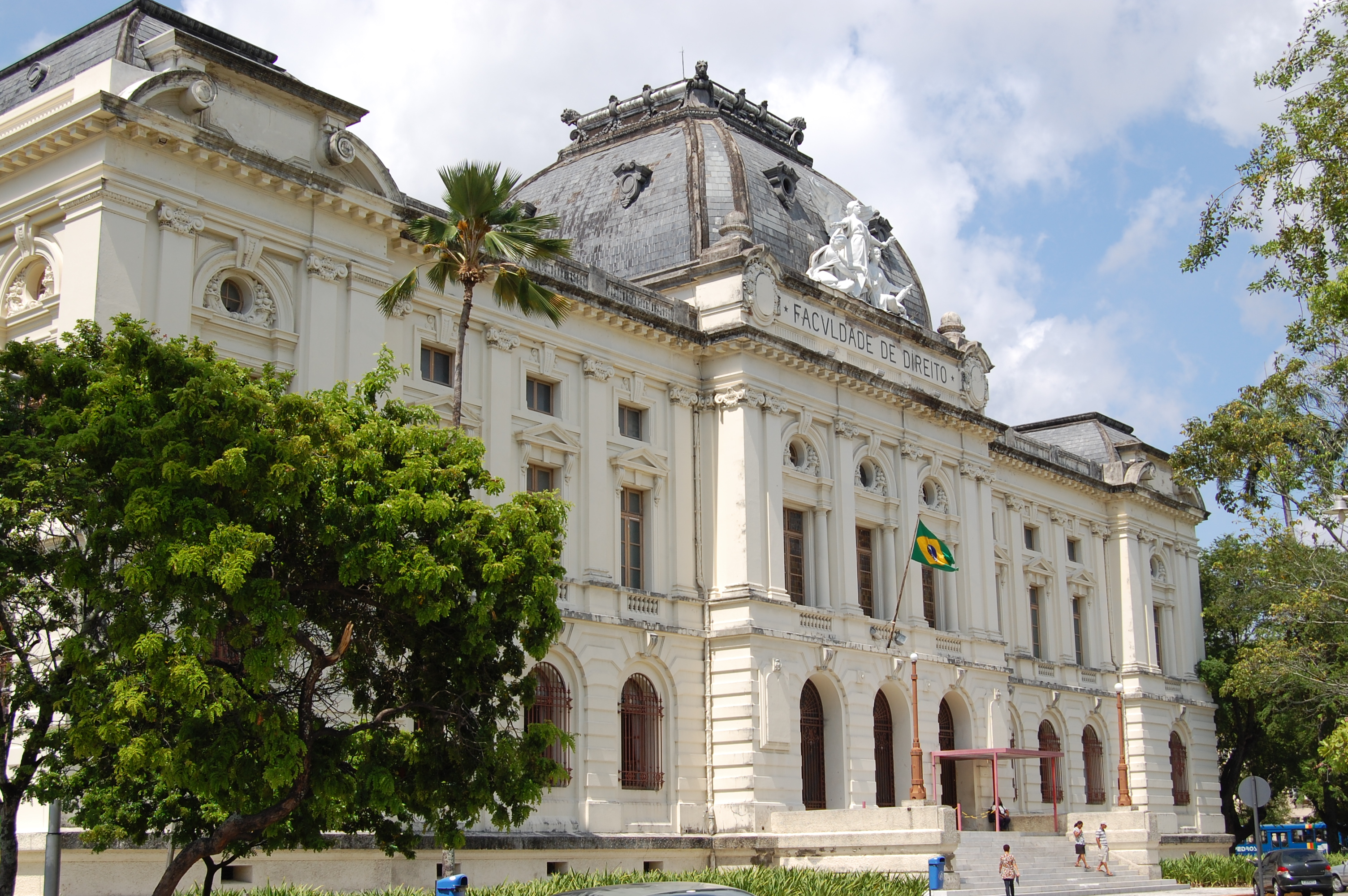
Centro de Ciências Jurídicas (Faculdade de Direito do Recife)

No campus se encontram a Administração Central, nove dos dez centros acadêmicos sediados no Recife, sessenta e sete departamentos, o Colégio de Aplicação, que atende ao ensino fundamental e médio, a Biblioteca Central, dez bibliotecas setoriais, o Núcleo de Tecnologia da Informação, a Editora Universitária, o Núcleo de Educação Física e Desportos, o Núcleo de Hotelaria e Turismo, o Laboratório de Imunopatologia Keizo Asami (LIKA) e o Hospital das Clínicas.

Ali também estão situados o Centro de Convenções e a Concha Acústica. Entre as áreas naturais da UFPE destaca-se o riacho Cavouco, que possui a nascente dentro do campus e sofre com a poluição dos próprios órgãos internos.
No centro do Recife encontram-se o Centro de Ciências Jurídicas (Faculdade de Direito do Recife), que mantém o Programa de Pós-Graduação em Direito da UFPE, o Núcleo de Práticas Jurídicas, o Núcleo de Educação Continuada, o Núcleo de Rádio e Televisão (Televisão Universitária), o Memorial da Medicina de Pernambuco (MM) e o Centro Cultural Benfica, que abriga o Instituto de Arte Contemporânea (IAC), a Coordenação de Desenvolvimento Cultural (CDC), o Teatro Joaquim Cardoso, a Livraria Benfica o Setor de Acervo e Documentação e os Projetos Especiais. O antigo prédio da Escola de Engenharia e o Departamento Cultural também se localizam no centro.

### Campusde Caruaru

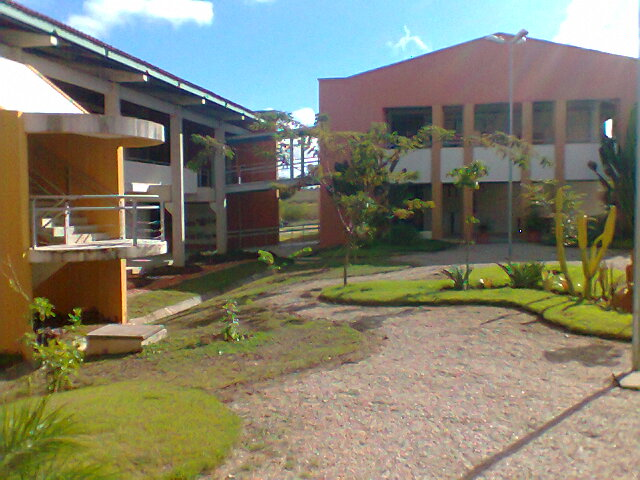
CAA - UFPE (Caruaru)

O Centro Acadêmico do Agreste (CAA) foi o primeiro campus da UFPE no interior de Pernambuco, tendo sido inaugurado em março de 2006, com o objetivo de contribuir com o desenvolvimento social, econômico e cultural do Estado. Inicialmente, o CAA funcionou em instalações do Polo Comercial de Caruaru. Em 2009, o Centro Acadêmico do Agreste teve todas as atividades transferidas para o campus definitivo, situado na BR 104, km 59, S/N Nova Caruaru.
O Centro Acadêmico do Agreste conta com 11 cursos:

### Campusde Vitória
O Centro Acadêmico de Vitória, sediado no município de Vitória de Santo Antão, funciona em instalações doadas pela prefeitura, um antigo prédio do ano de 1927, que já abrigou um hospital e uma escola agrotécnica, dividindo-se em três blocos: um bloco administrativo (Tabocas) e dois blocos de ensino (Pirituba e Bela Vista).
O Campus de Vitória conta com 5 cursos.

## Cursos oferecidos
A UFPE oferece 109 cursos de graduação presenciais regulares: 92 cursos de graduação no campus Recife, 11 em Caruaru e 6 em Vitória de Santo Antão; 5 cursos de graduação a distância: 56 cursos de pós-graduação lato sensu (especializações), 145 cursos de pós-graduação stricto sensu, sendo 75 Mestrados Acadêmicos, 17 Mestrados Profissionais e 53 Doutorados. 

Os primeiros cursos de Pós-graduação da UFPE foram criados em 1967. Desde então, houve uma evolução quantitativa e qualitativamente. Inicialmente eram quatro mestrados (Matemática, Bioquímica, Economia e Sociologia). Quase 40% destes recebeu os conceitos 5 e 6 – entre os mais altos da Avaliação Capes.

## Estrutura
A UFPE é distribuída em centros, onde estão localizados os departamentos ou núcleos, contando, ainda, com órgãos suplementares para apoio administrativo, cultural e acadêmico. Em extensão territorial, é a maior universidade de Pernambuco.

### Órgãos suplementares[14]
- Biblioteca Central

Em 1949 o bibliotecário Edson Nery da Fonseca apresenta o plano de reforma da Biblioteca da Faculdade de Direito pelo ao Reitor Joaquim Amazonas. Em 1953, é oficialmente instituída na Universidade do Recife, sendo estabelecidas, em 1969, as linhas gerais da nova estrutura da Biblioteca Central, tendo em vista a centralização das coleções dos Institutos Básicos, sendo mantidas bibliotecas setoriais nas unidades de Ensino Profissional e de alguns órgãos suplementares. Neste mesmo ano é elaborado um programa para construção do edifício da Biblioteca Central no Campus Universitário por meio de convênio MEC/BID/UFPE.
Na década de 1980, a Biblioteca Central completa 10 anos de sua nova instalação, oferecendo serviços como o COMUT, levantamentos bibliográficos, TV-Vídeos-cassetes e estágios para os alunos do curso de biblioteconomia e firmando convênio com a BIREME – Centro Latino Americano e do Caribe de Informações em Ciências da Saúde.
Na década de 1990, entra na era da informatização por meio de expressivos acontecimentos, tais como amplas reformas nas instalações físicas das Bibliotecas Setoriais do CAC, CCSA, CTG, CCB, CCS, CE e CCEN; convênio com a FGV - Fundação Getúlio Vargas com a finalidade de automatizar os acervos da UFPE através de catalogação cooperativa em conjunto com a Rede Bibliodata/Calco; serviço PROQUEST, através de bases de dados on-line, full text, proporcionando uma maior rapidez de acesso a informação técnica científica; o First Search, serviço prestado por um dos maiores bancos de dados do mundo: OCLC - Online Computer Library Center Inc; implementação do Serviço de Comutação Eletrônica - COMUT ONLINE, integrando-se à Rede Antares, ao CCN – Catálogo Coletivo Nacional de Periódicos, e ao SITE - Sistema de Informações sobre Teses, atual TB - Teses Brasileiras (serviços conveniados com o IBICT- Instituto Brasileiro de Informação em Ciência e Tecnologia); e, na internet, disponibiliza a Biblioteca On-line da UFPE, para recuperação de informações de livros, teses e títulos de periódicos do Sistema de Bibliotecas da Universidade.
- Editora Universitária

Anteriormente denominada de Imprensa Universitária, foi criada em 1955 e instalada no ano seguinte, como parte da estrutura da Reitoria da então denominada Universidade do Recife. Hoje é um órgão suplementar da UFPE, por força do Decreto n. 62.493, de 1968, e integra o elenco das instituições de apoio às unidades universitárias e órgãos administrativos para as múltiplas tarefas de natureza técnica e cultural do seu ramo de atividades, funcionando no campus universitário.
Além de estimular a produção intelectual dos docentes e pesquisadores, tem função acadêmica no que diz respeito às três ações primordiais da Universidade: o ensino, a pesquisa e a extensão.
Com uma média significativa de títulos publicados anualmente, a mais antiga editora universitária do Brasil inscreve-se no rol das mais produtivas. Hoje, tem como desafio consolidar sua autonomia financeira, criar mecanismos facilitadores para distribuição e comercialização do seu produto preservando seu caráter institucional. Possuindo parque gráfico próprio, encarrega-se de publicações diversas, tais como livros, periódicos, mapas, folders, cartazes, etc e, mediante contratos ou convênios, também presta serviços a pessoas físicas e jurídicas de direito público ou privado.
- Hospital das Clínicas

Com uma área construída de 62.000 m², o Hospital das Clínicas - HC  foi inaugurado no dia 14 de setembro de 1979 pelo reitor Paulo Frederico do Rego Maciel. Porém sua história começa na década de 1950, no reitorado do professor Joaquim Amazonas, quando foi lançada a pedra fundamental.
Durante quase 20 anos a obra do HC permaneceu paralisada, sendo reiniciada no fim da década de 1970, por iniciativa do reitor Marcionilo de Barros Lins.
A transferência dos setores do Hospital Pedro II - primeira unidade hospitalar ligada à UFPE - para o HC ocorreu aos poucos, estendendo-se de 1979 até 1981. O primeiro setor transferido foi o laboratório. No ano seguinte (1980) foi a vez dos ambulatórios de iniciação ao exame clínico e terapêutico. Em 17 de fevereiro de 1981 começaram a funcionar as clínicas especializadas, como cirurgia geral, reumatologia e gastroenterologia. As enfermarias foram os últimos setores trabalhados nesse processo. Em meados de 1984/1985 foi criado o Serviço de Doenças Infecto-Parasitárias (DIP).
A primeira grande reforma do hospital, uma obra do arquiteto veneziano Mário Russo, ocorreu em 1999. Na ocasião, foram reformados a UTI, a Enfermaria de Nefrologia, o Bloco Cirúrgico e dois andares (décimo e décimo primeiro), onde, inicialmente, funcionaria o atendimento privado. Hoje funciona no décimo andar a Enfermaria de Alta Complexidade. Foi órgão suplementar da UFPE, diretamente vinculado ao gabinete da Reitoria para efeito de supervisão e controle administrativo, tendo função básica apoiar o ensino de graduação e pós-graduação do Centro de Ciências da Saúde - CCS.
Em 11 de dezembro de 2013, a Universidade Federal de Pernambuco assinou o contrato de adesão com a Empresa Brasileira de Serviços Hospitalares (Ebserh) que passou  a gerir o Hospital, a partir de janeiro de 2014.
- Laboratório de Imunopatologia Keizo Asami[20]

Também conhecido como LIKA, foi criado a partir de um acordo entre os governos do Brasil e do Japão no início da década de 1980, a partir de uma idealização do professor Aggeu Magalhães Filho, da UFPE, ao lado do cientista Keizo Asami, da Universidade de Keio, no Japão, que veio a falecer meses antes da inauguração do laboratório, por isso a homenagem do laboratório com seu nome.
- Núcleo de Educação Física e Desportos

Criado por volta de 1975, é um órgão  suplementar destinado às tarefas  de  apoio  ao  ensino,  pesquisa  e  extensão  universitária, no âmbito da Educação Física e Desportos; programar as atividades de natureza desportiva e atividades afins, preferencialmente  as  que  conduzam  à manutenção da performance humana, promoção da saúde e bem-estar, além da integração  das pessoas no campo universitário, através do esporte e de atividades de lazer.
- Núcleo de Saúde Pública e Desenvolvimento Social (NUSP)

O órgão integra a Rede Nacional de Núcleos de Promoção da Saúde e Prevenção da Violência, do Ministério da Saúde, a Rede de Municípios e Comunidades Saudáveis, da Organização Pan-Americana de Saúde, e a União Internacional de Promoção e Educação em Saúde, com sede em Paris, na França.
- Núcleo de tecnologia da informação (NTI)

Anteriormente denominado Núcleo de Processamento de Dados - NPD, surgiu como órgão suplementar em 1967. Hoje é classificado como um dos três mais bem equipados centros de computação do país dentre as universidade federais.
O centro foi criado com os objetivos de auxiliar a comunidade acadêmica a fazer uso mais eficiente da informática e de servir como suporte computacional às atividades administrativas (sistema de bibliotecas, vestibular, controle acadêmico, administração hospitalar, etc.)
O parque computacional da UFPE, possuidor de um mainframe de grande porte e formado por 30km de uma complexa rede de comunicação em fibra ótica (Backbone), interliga todos os centros e departamentos da universidade. O resultado disso são mais de 1.000 micros, terminais ou estações de trabalho conectados à Rede e disponíveis aos professores.
- Núcleo de TV e Rádios Universitárias

Conta com duas emissoras de rádio — a Rádio Universitária —, uma em AM e outra em FM, e com a TV Universitária.
A TV Universitária foi criada em 22 de novembro de 1968, como veículo integrante do Núcleo de Tv e Rádios Universitárias, com a finalidade de ampliar os horizontes da informação, cultura e educação. Na época, a TV era o meio de comunicação que mais crescia, segundo a Unesco, e o Brasil estava entre os dez países com o maior número de aparelhos de televisão. O Nordeste possuía 200 mil televisores residenciais e mesmo fazendo parte de uma das regiões mais pobres do país. Essas estatísticas foram utilizadas como justificativa para implantação do canal no estado, de acordo com o  relatório "Televisão Universitária - Canal 11", sobre a implantação da emissora. É a mais antiga TV universitária do país.
A emissora iniciou sua produção com mais de 20 programas. Sob a direção geral do professor Manoel Caetano, o departamento de produção contava com uma equipe de 12 pessoas. O setor produzia 11 programas, entre eles Sala de Visitas, O Grande Júri, No Mundo das Artes e Isto é Universidade. Hoje, a TV Universitária faz parte da RPTV - Rede Pública de Televisão, que atinge 98 milhões de telespectadores em todo Brasil e é formada por 22 emissoras, a partir da criação da Abepec - Associação Brasileira das Emissoras Públicas Educativas e Culturais, transmitindo para Pernambuco e parte dos estados que fazem divisa, programas de produção local e nacional.

### Pró-Reitorias
- Pró-Reitoria para Assuntos Acadêmicos (Proacad)
- Pró-Reitoria para Assuntos de Pesquisa e Pós-Graduação (Propesq)
- Pró-Reitoria de Extensão e Cultura (Proexc)
- Pró-Reitoria de Gestão Administrativa (Progest)
- Pró-Reitoria de Gestão de Pessoas e Qualidade de Vida(Progepe)
- Pró-Reitoria de Planejamento, Orçamento e Finanças (Proplan)
- Pró-Reitoria para Assuntos Estudantis (Proaes)

### Comissões
- Comissão Permanente de Pessoal Docente (CPPD)

tem como atribuições apreciar alteração de regime de trabalho, progressão funcional por titulação e avaliação de desempenho dos docentes, além dos afastamentos para aperfeiçoamento. Realiza estudos e análises para a formulação e o acompanhamento da execução da política de pessoal docente.
- Comissão de Acumulação de Cargos e Empregos (CACE)

responsável pela apreciação da regularidade funcional dos servidores da Universidade, no tocante à acumulação de cargos e empregos.
- Comissão de Atividades de Insalubridade ou Perigosas (COSAIP)

disciplina as atividades dos servidores que trabalham em locais ou atividades insalubres ou perigosas e normatiza a Comissão de Insalubridade e Periculosidade, estabelecendo sistema de prevenção de acidentes e de eliminação dos riscos de trabalho em tais situações.
- Comissão Interna de Avaliação (CIS)

responsável pelo acompanhamento e avaliação do processo de progressão funcional, afastamentos para cursos de pós-graduação, readaptações, dispensas e transferências, bem como pela apreciação dos critérios gerais sobre a realização de concursos públicos e internos na carreira do pessoal técnico-administrativo.
- Comissão de Raios-X e Substancias Radioativas (CORAX)

tem por finalidade o assessoramento nos problemas relativos aos riscos, aos benefícios e aos dispositivos legais relacionados com o trabalho funcional próximo a fontes de radiação ionizantes.

### Grupos de pesquisa
Segundo o catálogo de grupos de pesquisas publicado em 2017
 pelo CNPQ, atualmente a UFPE possui cerca de 899 grupos de pesquisa certificados pelo CNPqOs grupos são distribuídos em 8 grandes áreas de conhecimento:
- Ciências da Informação
- Ciências Biológicas
- Ciências da Saúde
- Ciências Exatas e da Terra
- Ciências Humanas
- Ciências Sociais Aplicadas
- Engenharias e Linguística, Letras e Artes

Além de grupos de pesquisa por área de conhecimento, a UFPE também possui grupos de pesquisa transdisciplinares que reúnem pesquisadores de várias áreas da universidade, como o InCiti que reúne pesquisadores nas áreas de Arquitetura e Urbanismo, Sociologia, Psicologia, Recursos Hídricos, Economia, Políticas Públicas, Botânica, Biologia, Gestão Ambiental, Direito Urbanístico, Ciência da Computação, Estatística, para o desenvolvimento de projetos e pesquisa sobre experiências e a qualidade da vida urbana.

## Periódicos científicos
A UFPE editora os seguintes periódicos científicos:
- Revista Brasileira de Geografia Física;
- Revista Brasileira do Esporte Coletivo;
- Revista de Informação Contábil;
- Revista Acadêmica da Faculdade de Direito do Recife;
- Revista AntHropológicas;
- Em Teia: Revista de Educação Matemática e Tecnológica Iberoamericana.

## UFPE em números*[31]
- 03 campi (Recife, Caruaru e Vitória de Santo Antão);
- 12 Centros Acadêmicos;
- 109 cursos de graduação presenciais regulares: 92 cursos de graduação no campus Recife, 11 em Caruaru e 06 em Vitória de Santo Antão;
- 05 cursos de graduação a distância: Licenciatura em Letras – Língua Espanhola, Licenciatura em Letras – Língua Portuguesa, Licenciatura em Matemática, Bacharelado em Ciências Contábeis e Licenciatura em Geografia;
- 145 cursos de pós-graduação stricto sensu, sendo 75 Mestrados Acadêmicos, 17 Mestrados Profissionais e 53 Doutorados. Quase 40% destes recebeu os conceitos 5 e 6 – entre os mais altos da Avaliação Capes (dados de fevereiro de 2018)
- 56 cursos de pós-graduação lato sensu (especializações);
- 656 grupos de pesquisa na Universidade (dados de 2009);
- 319 projetos de extensão e 229 eventos em 2015;
- 31.235 alunos matriculados nos cursos de graduação - dados do semestre 2019.1, sendo 24.503 do Campus Recife, 4.367 do Campus do Agreste, e 1.746 do Campus Vitória. Os demais (619) são vinculados a cursos EAD.
- 9.148 alunos de pós-graduação (4.384 do mestrado acadêmico, 662 do mestrado profissional, 4.102 do doutorado) – dados do semestre 2019.1;
- Em 2017, a UFPE formou 3,5 mestres por dia;
- Em 2017, a UFPE formou 1,7 doutores por dia;
- 12.937 artigos publicados em revistas científicas, 17.461 artigos publicados em conferências de 2010 a 2016;
- 6.030 dissertações de mestrado e 2.096 teses de doutorado defendidas de 2010 a 2016.
- 237 patentes solicitadas em nome da UFPE.
- 430 alunos do Colégio de Aplicação (ensinos fundamental e médio);
- 118 estudantes da UFPE fazendo intercâmbio no exterior no ano de 2017 (Alemanha, Argentina, Bélgica, Canadá, Espanha, Chile, Finlândia, França, Holanda, Itália, Portugal). A UFPE recebeu no ano de 2017 um total de 49 alunos intercambistas oriundos da Alemanha, Canadá, Colômbia, Holanda, Chile, Espanha, Bolívia, França, Itália, Argentina, Portugal, Japão, Costa Rica, Peru, Áustria.
- 17.336 benefícios pagos a estudantes por meio do programa de assistência estudantil – dados de 2014;
- 2.504 professores (dados de maio/2019);
- 58 professores do Colégio de Aplicação, sendo 14 doutores (24%), 22 mestres (38%), 12 especialistas (21%), 8 graduados (14%) e 2 substitutos (3%) - dados de julho de 2011;
- 3.843 servidores técnico-administrativos (dados de maio/2019), nos três campi, dos quais 1.254 do Hospital das Clínicas (mais 989 empregados públicos vinculados à Ebserh - Empresa Brasileira de Serviços Hospitalares).
- Dados atualizados frequentemente em UFPE EM NÚMEROS